# Élections législatives de 1973 dans les Landes
Les élections législatives françaises de 1973 se déroulent les 4 et 11 mars 1973. Dans le département des Landes, trois députés sont à élire dans le cadre de trois circonscriptions.

## Élus
| Circonscription | Député sortant      | Parti | Parti | Député élu ou réélu | Parti | Parti |
| --------------- | ------------------- | ----- | ----- | ------------------- | ----- | ----- |
| 1re             | André Mirtin        |       | UDR   | André Mirtin        |       | UDR   |
| 2e              | Henri Lavielle      |       | PS    | Henri Lavielle      |       | PS    |
| 3e              | Jean-Marie Commenay |       | CDP   | Jean-Marie Commenay |       | CDP   |

## Résultats

### Résultats à l'échelle du département
| Parti                 | Parti                                   | Premier tour | Premier tour | Second tour | Second tour | Sièges |
| Parti                 | Parti                                   | Voix         | %            | Voix        | %           | Sièges |
| --------------------- | --------------------------------------- | ------------ | ------------ | ----------- | ----------- | ------ |
|                       | Parti socialiste                        | 40 190       | 25,86        | 59 660      | 39,19       | 1      |
|                       | Parti communiste français               | 25 552       | 16,44        | Retrait     | Retrait     | 0      |
|                       | Mouvement des radicaux de gauche        | 9 240        | 5,94         | 22 899      | 14,66       | 0      |
|                       | Union de la gauche                      | 74 982       | 48,24        | 82 559      | 52,85       | 1      |
|                       |                                         |              |              |             |             |        |
|                       | Centre démocratie et progrès            | 22 618       | 14,55        | 24 426      | 15,64       | 1      |
|                       | Union des démocrates pour la République | 18 716       | 12,04        | 26 180      | 16,76       | 1      |
|                       | Divers droite                           | 17 393       | 11,19        | 23 051      | 14,76       | 0      |
|                       | Union des républicains de progrès       | 58 727       | 37,78        | 73 657      | 47,15       | 2      |
|                       |                                         |              |              |             |             |        |
|                       | Mouvement réformateur                   | 10 387       | 6,68         |             |             | 0      |
|                       | Divers gauche                           | 10 027       | 6,45         | Retrait     | Retrait     | 0      |
|                       | Lutte ouvrière                          | 1 314        | 0,85         |             |             | 0      |
|                       |                                         |              |              |             |             |        |
| Inscrits              | Inscrits                                | 188 090      | 100,00       | 188 019     | 100,00      | 3      |
| Abstentions           | Abstentions                             | 28 973       | 15,4         | 27 969      | 14,88       |        |
| Votants               | Votants                                 | 159 117      | 84,6         | 160 050     | 85,12       |        |
| Blancs et nuls        | Blancs et nuls                          | 3 680        | 2,31         | 3 834       | 2,4         |        |
| Exprimés              | Exprimés                                | 155 437      | 97,69        | 156 216     | 97,6        |        |
| Source : Data.gouv.fr |                                         |              |              |             |             |        |

### Résultats par circonscription

#### Première circonscription (Mont-de-Marsan)
| Candidat       | Candidat                   | Parti          | Premier tour | Premier tour | Second tour | Second tour |  |
| Candidat       | Candidat                   | Parti          | Voix         | %            | Voix        | %           |  |
| -------------- | -------------------------- | -------------- | ------------ | ------------ | ----------- | ----------- |  |
|                | André Mirtin sortant réélu | UDR (URP)      | 18 716       | 37,3         | 26 180      | 52,32       |  |
|                | Charles Lamarque-Cando     | Divers gauche  | 10 027       | 19,98        | Retrait     | Retrait     |  |
|                | Roger Duroure              | PS (UGSD)      | 8 974        | 17,89        | 23 859      | 47,68       |  |
|                | Jean Lespiau               | PCF            | 7 832        | 15,61        | Retrait     | Retrait     |  |
|                | Jacques Bibette            | Rad (MR)       | 3 932        | 7,84         |             |             |  |
|                | Roger Auxire               | Divers droite  | 693          | 1,38         |             |             |  |
|                |                            |                |              |              |             |             |  |
| Inscrits       | Inscrits                   | Inscrits       | 61 590       | 100,00       | 61 568      | 100,00      |  |
| Abstentions    | Abstentions                | Abstentions    | 10 144       | 16,47        | 10 017      | 16,27       |  |
| Votants        | Votants                    | Votants        | 51 446       | 83,53        | 51 551      | 83,73       |  |
| Blancs et nuls | Blancs et nuls             | Blancs et nuls | 1 272        | 2,47         | 1 512       | 2,93        |  |
| Exprimés       | Exprimés                   | Exprimés       | 50 174       | 97,53        | 50 039      | 97,07       |  |

#### Deuxième circonscription (Dax)
| Candidat       | Candidat                     | Parti               | Premier tour | Premier tour | Second tour | Second tour |  |
| Candidat       | Candidat                     | Parti               | Voix         | %            | Voix        | %           |  |
| -------------- | ---------------------------- | ------------------- | ------------ | ------------ | ----------- | ----------- |  |
|                | Henri Lavielle sortant réélu | PS (UGSD)           | 25 066       | 42,11        | 35 801      | 60,83       |  |
|                | Maurice Bourgès-Maunoury     | Divers droite (URP) | 16 700       | 28,05        | 23 051      | 39,17       |  |
|                | André Maye                   | PCF                 | 9 996        | 16,79        | Retrait     | Retrait     |  |
|                | Xavier Defos du Rau          | CD (MR)             | 6 455        | 10,84        |             |             |  |
|                | Jean-Paul Laborda            | LO                  | 1 314        | 2,21         |             |             |  |
|                |                              |                     |              |              |             |             |  |
| Inscrits       | Inscrits                     | Inscrits            | 71 638       | 100,00       | 71 617      | 100,00      |  |
| Abstentions    | Abstentions                  | Abstentions         | 10 785       | 15,05        | 11 179      | 15,61       |  |
| Votants        | Votants                      | Votants             | 60 853       | 84,95        | 60 438      | 84,39       |  |
| Blancs et nuls | Blancs et nuls               | Blancs et nuls      | 1 322        | 2,17         | 1 586       | 2,62        |  |
| Exprimés       | Exprimés                     | Exprimés            | 59 531       | 97,83        | 58 852      | 97,38       |  |

#### Troisième circonscription (Saint-Sever)
| Candidat       | Candidat                          | Parti          | Premier tour | Premier tour | Second tour | Second tour |  |
| Candidat       | Candidat                          | Parti          | Voix         | %            | Voix        | %           |  |
| -------------- | --------------------------------- | -------------- | ------------ | ------------ | ----------- | ----------- |  |
|                | Jean-Marie Commenay sortant réélu | CDP (URP)      | 22 618       | 49,46        | 24 426      | 51,61       |  |
|                | Alain Dutoya                      | MRG (UGSD)     | 9 240        | 20,2         | 22 899      | 48,39       |  |
|                | André Curculosse                  | PCF            | 7 724        | 16,89        | Retrait     | Retrait     |  |
|                | Paul Souquet                      | PS (UGSD)      | 6 150        | 13,45        | Retrait     | Retrait     |  |
|                |                                   |                |              |              |             |             |  |
| Inscrits       | Inscrits                          | Inscrits       | 54 862       | 100,00       | 54 834      | 100,00      |  |
| Abstentions    | Abstentions                       | Abstentions    | 8 044        | 14,66        | 6 773       | 12,35       |  |
| Votants        | Votants                           | Votants        | 46 818       | 85,34        | 48 061      | 87,65       |  |
| Blancs et nuls | Blancs et nuls                    | Blancs et nuls | 1 086        | 2,32         | 736         | 1,53        |  |
| Exprimés       | Exprimés                          | Exprimés       | 45 732       | 97,68        | 47 325      | 98,47       |  |